# Richard Anthony Hewson
Richard Anthony Hewson (* 17. November 1943 in Stockton-on-Tees, England) ist ein Produzent, Arrangeur und Multi-Instrumentalist, dessen bekanntestes Projekt die RAH Band war.
Hewson begann in den späten 1960er Jahren als Arrangeur und arbeitete mit Musikern wie James Taylor, Herbie Hancock, Supertramp, Diana Ross, Carly Simon, Art Garfunkel, Leo Sayer, Al Stewart, Chris de Burgh, Fleetwood Mac und Chris Rea. Neben seinem Projekt „The RAH Band“ war er in den 1980er Jahren als Produzent für Toyah Willcox, Five Star und Shakin’ Stevens tätig. In späteren Jahren schrieb Hewson Musik für TV- und Werbesendungen.

## Die RAH Band
Die RAH Band war ein reines Studioprojekt. RAH steht für die Initialen des Musikers Richard Anthony Hewson. 1977 schrieb Hewson das Instrumentalstück The Crunch, welches im August 1977 bis auf Rang 6 der britischen Hitparade stieg. In Deutschland wurde die Nummer vor allem als Erkennungsmusik der populären WDR-Hörfunksendung Schlagerrallye bekannt. Ein weiteres bekanntes Stück ist Electric Fling aus dem Jahre 1978. 1985 kam die RAH Band erneut in die Top 10 der britischen Hitparade. Die Soulballade Clouds Across The Moon, die Hewson mit seiner Ehefrau aufnahm, belegte im April 1985 Platz 6 in Großbritannien und Platz 1 in Australien.
Einige Stücke der RAH Band wurden in der jüngeren Musikgeschichte immer wieder aufgegriffen und erlangten so erneut eine gewisse Popularität. So gibt es Versionen des Stücks Clouds Across the Moon von Yoshinori Sunahara und Tiefschwarz. Messages from the Stars wurde mehrfach im Vaporwave-Genre von verschiedenen Künstlern neu interpretiert.

## Diskografie (RAH Band)

### Alben
| Jahr | Titel                 | Höchstplatzierung, Gesamtwochen, AuszeichnungChartplatzierungen (Jahr, Titel, Platzierungen, Wochen, Auszeichnungen, Anmerkungen) | Höchstplatzierung, Gesamtwochen, AuszeichnungChartplatzierungen (Jahr, Titel, Platzierungen, Wochen, Auszeichnungen, Anmerkungen) | Anmerkungen |
| Jahr | Titel                 | AT | UK | Anmerkungen |
| ---- | --------------------- | --- | --- | ----------- |
| 1980 | The Crunch and Beyond | AT3 (28 Wo.)AT | — |             |
| 1985 | Mystery               | — | UK60 (6 Wo.)UK |             |

Weitere Alben
- 1981: RAH Band
- 1983: Going Up
- 1984: Upper Cuts

### Singles
| Jahr | Titel Album                            | Höchstplatzierung, Gesamtwochen, AuszeichnungChartplatzierungen (Jahr, Titel, Album, Platzierungen, Wochen, Auszeichnungen, Anmerkungen) | Höchstplatzierung, Gesamtwochen, AuszeichnungChartplatzierungen (Jahr, Titel, Album, Platzierungen, Wochen, Auszeichnungen, Anmerkungen) | Anmerkungen                   |
| Jahr | Titel Album                            | DE | UK | Anmerkungen                   |
| ---- | -------------------------------------- | --- | --- | ----------------------------- |
| 1977 | The Crunch The Crunch and Beyond       | — | UK6 (12 Wo.)UK |                               |
| 1980 | Falcon RAH Band                        | — | UK35 (7 Wo.)UK |                               |
| 1981 | Slide RAH Band                         | — | UK50 (7 Wo.)UK |                               |
| 1982 | Perfumed Garden Going Up               | — | UK45 (7 Wo.)UK |                               |
| 1983 | Sam the Samba Man Going Up             | — | UK80 (3 Wo.)UK |                               |
| 1983 | Messages From The Stars Going Up       | — | UK42 (5 Wo.)UK |                               |
| 1985 | Are You Satisfied (Funka Nova) Mystery | — | UK70 (2 Wo.)UK |                               |
| 1985 | Clouds Across The Moon Mystery         | DE85 (6 Wo.)DE | UK6 (10 Wo.)UK | Charteinstieg in DE erst 1999 |
| 1985 | Sorry Doesn’t Make It Anymore –        | — | UK90 (2 Wo.)UK |                               |